# Юбилейная медаль «65 лет Победы в Великой Отечественной войне 1941—1945 гг.»
Юбиле́йная меда́ль «65 лет Побе́ды в Вели́кой Оте́чественной войне́ 1941—1945 гг.» — юбилейная медаль Российской Федерации учреждённая Указом Президента Российской Федерации от 4 марта 2009 года № 238 как государственная награда Российской Федерации.
С 7 сентября 2010 года медаль не является государственной наградой Российской Федерации.

## Положение о медали
Юбилейной медалью «65 лет Победы в Великой Отечественной войне 1941—1945 гг.» награждаются:
- военнослужащие и лица вольнонаемного состава, принимавшие в рядах Вооружённых Сил СССР участие в боевых действиях на фронтах Великой Отечественной войны, партизаны и члены подпольных организаций, действовавших в период Великой Отечественной войны на временно оккупированных территориях СССР, военнослужащие и лица вольнонаемного состава, служившие в период Великой Отечественной войны в Вооружённых Силах СССР, лица, награждённые медалями «За победу над Германией в Великой Отечественной войне 1941—1945 гг.», «За победу над Японией», а также лица, имеющие удостоверение к медали «За победу над Германией в Великой Отечественной войне 1941—1945 гг.», либо удостоверение участника войны;
- труженики тыла, награждённые за самоотверженный труд в годы Великой Отечественной войны орденами СССР, медалями «За доблестный труд в Великой Отечественной войне 1941—1945 гг.», «За трудовую доблесть», «За трудовое отличие», «За оборону Ленинграда», «За оборону Москвы», «За оборону Одессы», «За оборону Севастополя», «За оборону Сталинграда», «За оборону Киева», «За оборону Кавказа», «За оборону Советского Заполярья», а также лица, имеющие знак «Жителю блокадного Ленинграда» либо удостоверение к медали «За доблестный труд в Великой Отечественной войне 1941—1945 гг.»;
- лица, проработавшие в период с 22 июня 1941 г по 9 мая 1945 г не менее шести месяцев, исключая период работы на временно оккупированных территориях СССР;
- бывшие несовершеннолетние узники концлагерей, гетто и других мест принудительного содержания, созданных нацистами и их союзниками в период Второй мировой войны;
- граждане иностранных государств, не входящих в Содружество Независимых Государств, сражавшиеся в составе воинских национальных формирований в рядах Вооружённых Сил СССР, в составе партизанских отрядов, подпольных групп, других антифашистских формирований, внесшие значительный вклад в Победу в Великой Отечественной войне и награждённые государственными наградами СССР или Российской Федерации.

Юбилейная медаль носится на левой стороне груди и располагается после медали «60 лет Победы в Великой Отечественной войне 1941—1945 гг.»

## Описание медали
Юбилейная медаль «65 лет Победы в Великой Отечественной войне 1941—1945 гг.» — из томпака, имеет форму круга диаметром 32 мм.
На лицевой стороне медали — изображение ордена Славы I степени, между нижними лучами звезды — цифры «1945 — 2010».
На оборотной стороне медали, в центре, — надпись: «65 лет Победы в Великой Отечественной войне 1941—1945 гг.».
Края медали окаймлены бортиком. Все изображения, надписи и цифры на медали рельефные.
Медаль при помощи ушка и кольца соединяется с пятиугольной колодкой, обтянутой шелковой муаровой лентой красного цвета. Ширина ленты — 24 мм. Посередине ленты по пять полос; три черные и две оранжевые, каждая шириной 2 мм. Крайние черные полосы окаймлены оранжевыми полосами шириной 1 мм.

## Заимствования использованные в оформлении медали
- Лента юбилейной медали «65 лет Победы в Великой Отечественной войне 1941—1945 гг.» в точности повторяет ленту советской медали «За взятие Берлина». Автор ленты — художник А. И. Кузнецов (1945 год).
- На лицевую сторону медали нанесено изображение советского ордена Славы. Автор ордена Славы — художник Н. И. Москалёв (1943 год).

## Аналоги медали в странах СНГ
Аналогичные медали были введены еще в трех странах СНГ:
- Казахстан[5], см Медаль «65 лет Победы в Великой Отечественной войне 1941—1945 гг.»
- Беларусь[6]
- Украина[7]